# Євангельський голос
«Єва́нгельський го́лос» — християнський щоквартальний журнал (часопис), заснований у м. Кременець на  Волині (нині Тернопільська область) Михайлом Вербицьким і Григорієм Федишиним. Виходить  українською мовою.

## Початки на Волині
Перше число «Євангельського голосу» вийшло в Кременці у січні 1936 року. Часопис виходив щомісяця, на 20 сторінках форматом 23х15 см. До 1939 вийшло 43 чи 44 номери часопису.
У вересні 1939 випуск часопису припинився на 19 років. За часів лихоліття загинули його засновники та перші працівники: адміністратора Григорія Федишина замучено в казематах  Золочівської тюрми в 1941 році (читайте «ЄГ» №№ 111 — 1995 р., 144 — 2003 р., 145 — 2004 р.) а редактор Михайло Вербицький зник безвісти в 1945.

## В еміграції
У 1958 році в  Аргентині (Буенос-Айрес) у  видавництві «Дорога життя» зроблено спробу відновити випуск «Євангельського голосу» як незалежного часопису з більшим форматом, але на 16 сторінках. Часопис виходив щоквартально. Редагували його Василь Хамула і Володимир Королюк. У 1958 році вийшли в світ чотири номери часопису, в 1959 і 1960 роках — по два номери, а в 1961 — лише один. На цьому випуск припинився.
За наполегливої ініціативи Петра Шелестовського (уродженця села Огризківці, що на  Тернопільщині), було відновлено випуск часопису «Євангельський голос» уже як «Офіційного органу Слов'янського Союзу п'ятидесятницьких церков у Канаді та українських п'ятидесятницьких церков у США». Часопис виходив щоквартально на 32 сторінках, форматом 23х15 см. До середини 1993 випущено 100 номерів часопису. Його редагував Петро Шелестовський. Він видав 82 номери журналу. Останніх 18 номерів вийшли під редагуванням В. Сенька і В. Шилюка.

## Знову на Батьківщині
У 1993 часопис «Євангельський голос» знову повернувся в  Україну у м. Кременець. У Союзі п'ятидесятників Канади (у Торонто) за участю представників  Союзу ХВЄП України М. Мельника, Г.  Черненка і М. Камінського підписано канадсько-український «Договір-умова» про передачу часопису в Україну для спільного видавання.
Завідувач канцелярією СХВЄП України В'ячеслав Каплун передав копію цього Договору до Державного комітету України по пресі (нині Державний комітет телебачення і радіомовлення України) для реєстрації журналу «ЄГ», як міжнародного (українсько-канадського) видання, але цього документу виявилося недостатньо. Згодом, за попереднім погодженням з канадською стороною в особі голови Відділу Союзу п'ятидесятників у Канаді В. Сенька, журнал був зареєстрований від Союзу ХВЄП України.
Союз запросив В. Каплуна на посаду головного редактора журналу і доручив йому створити редакційну колегію та видавничу раду часопису. Вагомий вклад у створення редакції журналу «Євангельський голос» вніс відомий християнський поет, автор багатьох  пісень,  колядок,  віршів і  статей, пастор Григорій Черненко. З часом канадська сторона, почавши видавати власний часопис «Євангельська вістка», відмовилася від співпраці.

## Відновлення видання
У жовтні 1993 року вийшов перший номер журналу «ЄГ» у Кременці (101-й за канадською нумерацією) на 36 сторінках, накладом 5000 примірників. Журнал виходить українською мовою та розповсюджується серед християн різних конфесій в Україні та за кордоном (загалом у 12 країн світу). Головний редактор — В'ячеслав Каплун. Редакція журналу «Євангельський голос» видала більше двадцяти  книг,  брошур та поетичних  збірок християнської тематики.
Детальніше на офіційному вебсайті редакції:  [Архівовано 26 лютого 2022 у Wayback Machine.]